# Чеботарьов Олександр Іванович
Олекса́ндр Іва́нович Чеботарьо́в (* 1912-?) — радянський гідролог. Доктор технічних наук (1963). Професор.
Працював заступником директора Державного гідрологічного інституту.

## Основні праці
- «Водні ресурси рік Далекосхідного краю» (1947).
- «Гідрологія суші та річковий стік» (1950)
- «Гідрологія суші та розрахунки річкового стоку» (1953).
- «Гідрологічні розрахунки» (1956) — співавтор.
- «Загальна гідрологія (води суші)» (1960).
- «Гідрологічний словник» (1964).